# Lima (província)
Lima é uma província do Peru localizada na costa central do país,  é a única que não pertence a nenhuma região. Sua capital é a cidade de Lima.
Antes da aprovação da lei de regionalização, em 2002, a província de Lima fazia parte do departamento de Lima (atual região de Lima).

## Distritos da província
- Ancón[2]
- Ate[3]
- Barranco[4]
- Breña[5]
- Carabayllo[6]
- Chaclacayo[7]
- Chorrillos[8]
- Cieneguilla[9]
- Comas
- El Agustino
- Independencia
- Jesús María
- La Molina[10]
- La Victoria
- Lima[11]
- Lince
- Los Olivos[12]
- Lurigancho[13]
- Lurin[14]
- Magdalena del Mar[15]
- Magdalena Vieja
- Miraflores
- Pachacámac
- Pucusana
- Pueblo Libre
- Puente Piedra
- Punta Hermosa
- Punta Negra
- Rímac
- San Bartolo
- San Borja
- San Isidro
- San Juan de Lurigancho
- San Juan de Miraflores
- San Luis
- San Martín de Porres
- San Miguel
- Santa Anita
- Santa María del Mar
- Santa Rosa
- Santiago de Surco
- Surquillo
- Villa El Salvador
- Villa María del Triunfo